# Monsieur Periné
Monsieur Periné est un groupe de musique originaire de Colombie, d'inspiration jazz manouche, pop et swing, créé en 2007. La voix principale est Catalina García. Les membres du groupe à l'origine étaient David González à la contrebasse/basse, Nicolás Junca à la guitare, Santiago Prieto au Charango, au violon et à la guitare, Camilo Parra responsable des instruments à vent (flûte traversière, clarinette, mélodica et trompette), Miguel Guerra aux percussions et enfin Daniel Chebaír à la batterie.

## Biographie

### Origine
Catalina García est originaire de Cali, Colombie. Elle y fait ses études au Lycée Français. Puis, elle commence des études en communication qui s'interrompent au premier semestre pour un voyage avec son père aux États-Unis, où elle restera deux années. Elle retourne plus tard en Colombie et abandonne le foyer familial à 18 ans. Elle commence alors des études en Anthropologie à la Pontificia Universidad Javeriana de Bogota.
C'est dans un parc de Villa de Leyva que Catalina rencontre Camilo Parra, Santiago Prieto (étudiants de la Universidad de los Andes) et Nicolas Junca (étudiant de l'Université El Bosque (es)) tous les trois musiciens. Ils commencent à jouer et à chanter, et bientôt ils imaginent l'idée de former un groupe.
Rapidement, Fabián Peñarada et Felpe Gómez vont s'y ajouter.

### Les débuts
Il fallait trouver un nom pour le nouveau groupe. Après avoir lu Les Particules élémentaires, de Michel Houellebecq, où l'auteur parle du périnée ce mot devint un objet de plaisanterie entre eux. L'idée première pour le nom du groupe était simplement Periné, proposition rejetée par Catalina qui ajouta le mot Monsieur devant comme une plaisanterie faisant référence à l'idée que tous les Français sont raffinés. Le nom du groupe prit donc la forme de Monsieur Periné. Ils commencèrent à se produire dans des mariages, des fêtes d'entreprises et des cocktails. Plus tard ils se firent remarquer en jouant dans l'auditorium de l’Alliance Française avec la reprise d'une chanson de Benoît Charest au générique du film Les Triplettes de Belleville. Cette performance leur permit de décrocher le prix des Jeunes Talents de la Musique. Après cela, le groupe s'étoffa avec l'arrivée de David Gonzaléz (remplaçant de Felipe qui était parti à Barcelone) et Miguel Guerra comme contrebassiste et percussionniste, respectivement. À partir de ce moment, ils commencèrent à se produire dans des événements plus populaires, tels que la Fête de la Musique à Valledupar (Colombie) et à Santa Marta (Colombie), puis à Bogotá au Festival Ibero-américain de Théâtre, au festival Blues D.C. et à l'auditorium Oriol Rangel du Planétarium.

### Premiers succès
Les premières années de Monsieur Periné sont d'expérimentation afin de définir leur propre style. Ils se font connaître du public et ils remportent le concours URock 2010 de Universia avec le titre Ton Silence devant 22 autres pays. La même année ils gagnent le concours Red Bull El Ensayadero, avec le titre Be Bop. Avec ces victoires, ils obtiennent une place à l'affiche du grand festival Estéreo Picnic de 2011 pour lequel ils s'unissent à Daniel Chebaír, qui après 2 ans quitte le groupe pour raisons personnelles, laissant vacant le poste de batteur. Ce poste sera occupé à partir de 2013 par le batteur argentin Alejandro Giuliani qui accompagne le groupe durant sa grande tournée européenne.

### Le premier album
En 2012 le groupe sort son premier vidéoclip Suin Romanticón. Pendant le tournage de ce clip, ils rencontrent une série de problèmes comme l'incendie de la voiture utilisée pour le tournage. Le premier album intitulé "Hecho A Mano" sort la même année et devient rapidement disque d'or. Le succès se fait sentir avec la nomination dans plusieurs catégories du concours Premios Shock 2012 (l'équivalent colombien des NRJ Music Awards) pour lequel ils remportent 2 prix, : celui du meilleur groupe pop et celui du meilleur vidéoclip.

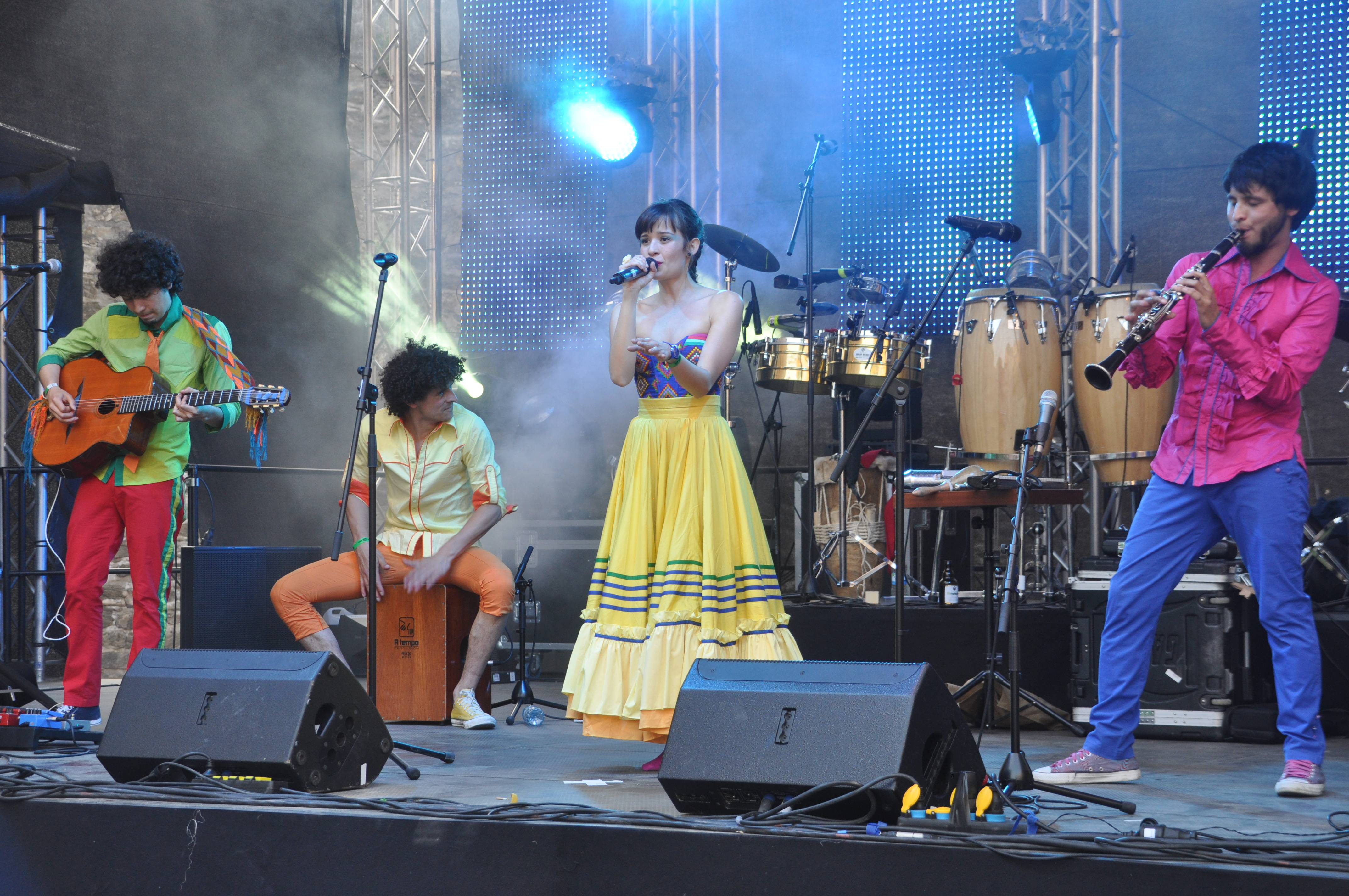
Monsier Periné au festival des musiques du monde 2013 à la Forteresse d'Ehrenbreitstein, Coblence

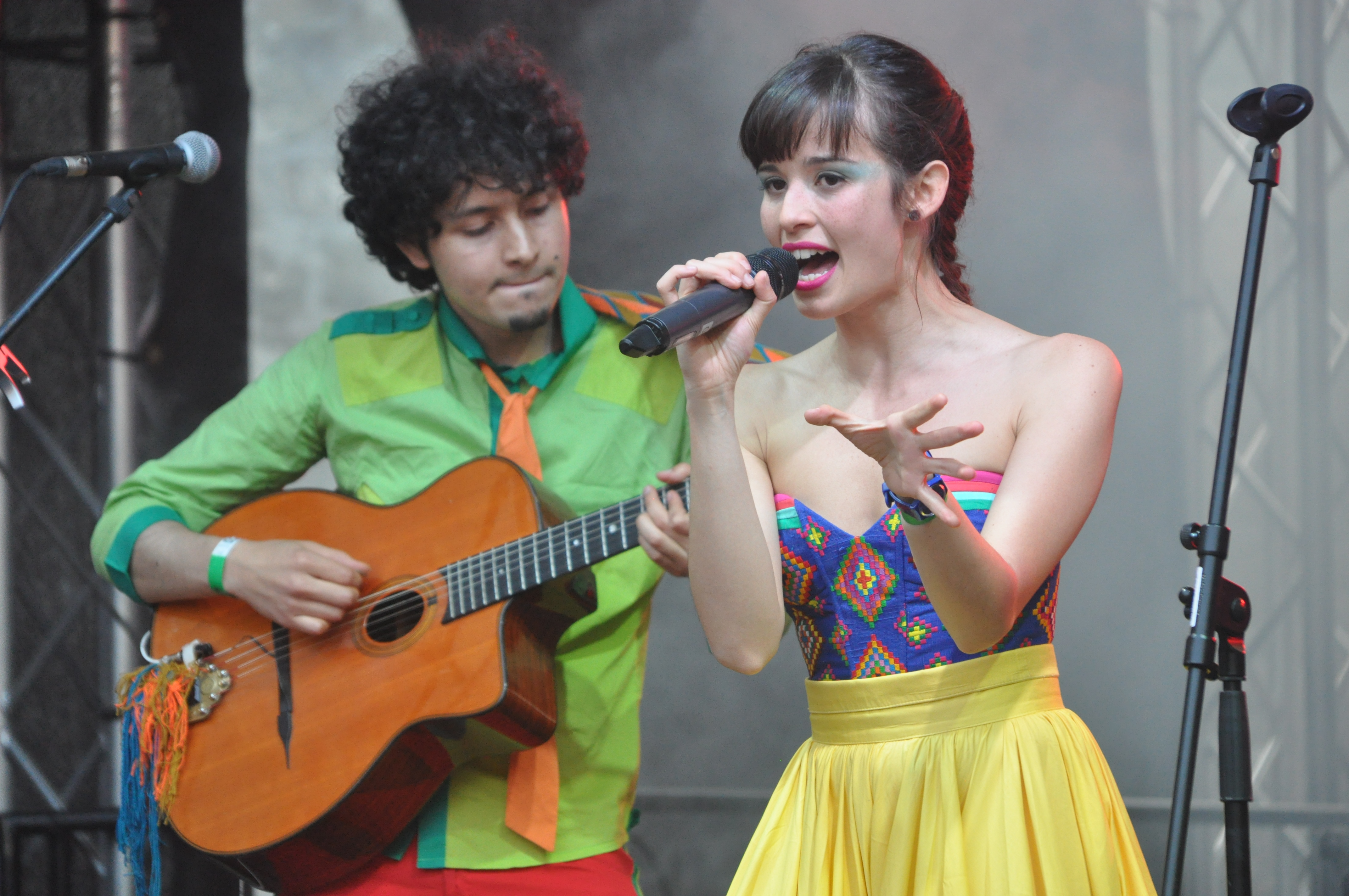
Monsier Periné au festival des musiques du monde 2013 à la Forteresse d'Ehrenbreitstein, Coblence

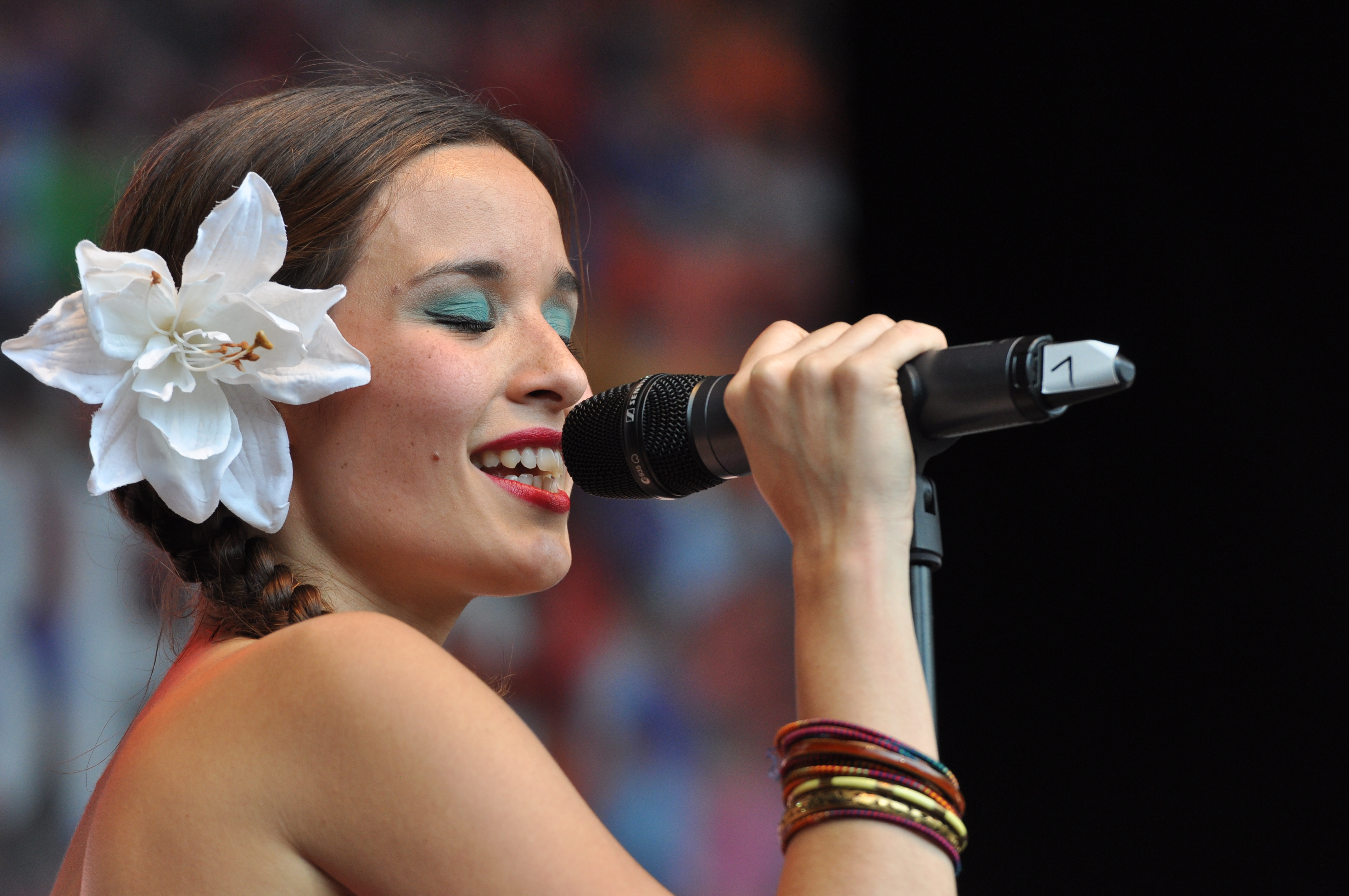
Catalina García au festival Bardentreffen 2014 à Nuremberg

### La première tournée en 2013
Huracán (ouragan) est le nom de la première tournée du groupe en Europe. Elle est organisée grâce à une maison de disque allemande qui veut les faire venir en Allemagne, puis s'ajoute la Belgique et plus tard les chancelleries d'autres pays européens qui aident le groupe lors de sa tournée. Cette tournée débute le 15 juin à Berlin et prend fin le 5 août à Chatte, à la Galicière (dans l'Isère) pour la partie européenne (en passant par le prestigieux festival Jazz de Montreux le 14 juillet). Le groupe prolonge la tournée au Mexique en suivant Julieta Venegas dont ils assurent la première partie de plusieurs dates européennes, dont celle de Paris au Cabaret Sauvage, et elle se termine finalement le 24 octobre 2013 avec le concert à l'auditorium Telmex de Guadalajara au Mexique.

### Une notoriété grandissante
En septembre 2013, après leur tournée ils se produisent sur plusieurs scènes, tout particulièrement celle de La Media Torta (es) de Bogotá et du teatro Pablo Tobón Uribe de Medellín lors de la cinquième édition des concerts Radiónica. À cette occasion, ils interprètent une chanson avec Jorge Velosa (es) et Los Carrangueros de Ráquira comme une façon d'exprimer leur soutien à la cause paysanne. En novembre, le groupe est encore plusieurs fois nommé au concours Premios Shock et remporte le prix du meilleur vidéoclip avec Cou Cou et surtout celui de l'artiste Shock de l'année.
En 2014, ils participent au festival Estéreo Picnic qui a lieu en avril à Bogotá.

### Musique indépendante
Monsieur Periné n'appartient à aucune "major" (maison de disque). En effet, le groupe considère qu'elles offrent peu comparé à ce qu'ils font et ont déjà fait seuls. Ils produisent donc une musique indépendante avec la devise "El silencio termino".

### Membres permanents
- Catalina García : Voix
- Camilo Parra : Instruments à vent
- Santiago Prieto : Cordes
- Nicolas Junca : Guitare

### Musiciens associés
- Miguel Guerra : Percussion
- Fabian Peñaranda : Contrebasse
- Alejandro Giuliani : Batterie
- Fabián Peñarada : Contrebasse

De plus, le groupe compte sur la dessinatrice Alejandra Rivas et sur l'illustrateur José Arboleda qui s'est occupé par exemple des illustrations du CD Hecho a Mano, de l'image graphique du groupe et du vidéoclip du titre La Muerte.

### Membres antérieurs
- Felipe Gómez : Contrebasse
- Daniel Chebair : Batterie
- Axcel Lir : Contrebasse

## Discographie

### Hecho a Mano

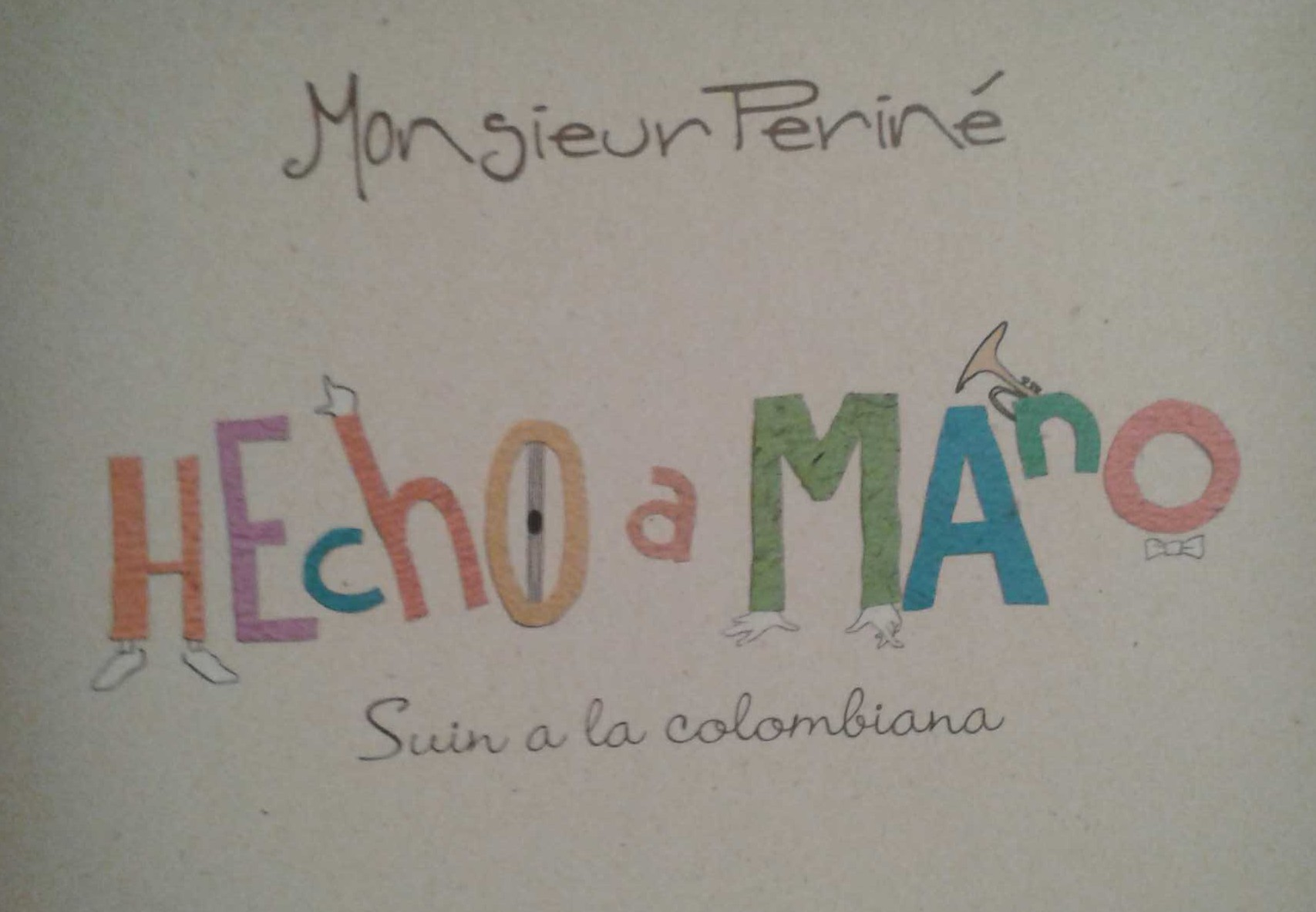
Couverture du premier album de Monsieur Periné

Hecho a Mano est le premier album du groupe, sorti en 2012 ; cet album inclut 12 titres :
1. La Tienda de Sombreros
2. La Ciudad
3. Suin Romanticón
4. Sabor a Mí
5. Cou Cou
6. Huracán
7. La Playa
8. Ton Silence
9. Be Bop
10. Nada Puro Hay
11. La Muerte
12. Swing With Me

À noter : 

La chanson "Cou Cou" est une reprise d'un titre de Django Reinhardt de 1940 et interprété par Josette Daydé.

"Sabor a mí" est à l'origine un boléro composé par le chanteur et compositeur mexicain Alvaro Carrillo en 1959.

### Caja de Música
Sorti le 16 juin 2015, Caja de Música est le deuxième album du groupe. Le single Nuestra Canción est issu d'une collaboration avec le Dominicain Vicente García.
1. Nuestra Canción (Feat. Vicente García)
2. No Hace Falta
3. Tu M'as Promis
4. Interludio: Carillons Á Musique
5. Turquesa Menina
6. Déjame Vivir
7. Año Bisiesto
8. Interludio: Paseo
9. Cempasuchil (Feat. Rubén Albarrán)
10. Viejos Amores
11. Incendio
12. Marinero Wawani
13. Lloré
14. Mi Libertad
15. Outro: Caja de Música

### Encanto Tropical
Sorti le 18 mai 2018, Encanto Tropical est le troisième album du groupe ; il contient le single Bailar contigo sorti le 20 avril.
1. Encanto Tropical
2. Veneno
3. Bailar Contigo
4. Tarde
5. La Sombra (Feat. Leonel Garcia)
6. Infinito
7. Guayabas y Flores
8. La Tregua (Feat. Vicentico)
9. La Hora Sublime del Bolero (Interludio)
10. Me Vas a Hacer Falta
11. Llévame
12. Vámonos

## Le "Suin a la Colombiana"
Monsieur Periné ne se catégorise pas dans un style musical spécifique, le groupe admet lui-même qu'il ne peut pas définir son genre musical. Aux origines, le jazz manouche de Django Reinhardt prédomine, mais aussi l'electro swing à la Caravan Palace. Néanmoins, le style qui caractérise actuellement Monsieur Periné est le fruit d'expérimentations et des influences de genres musicaux aussi variés que le Boléro, le Swing ou la Bossanova, avec des paroles plus proches de celles trouvées dans la Pop. C'est pour ces raisons que le groupe préfère définir lui-même son style par le terme : "Swing à la colombienne" (Suin a la Colombiana).

## Collaborations
Monsieur Periné a participé à l'album de l'artiste Colombien Esteman, sur les titres True Love et Oh là là.